# Douglas F4D Skyray
Il Douglas F4D Skyray era un monomotore a getto da caccia imbarcato ad ala a delta prodotto dall'azienda statunitense Douglas Aircraft Company negli anni cinquanta.
È stato l'ultimo dei caccia di costruzione Douglas, che si fuse insieme alla McDonnell nella nuova casa costruttrice McDonnell Douglas.
Lo Skyray, detto Ford (per via dello spelling della sua sigla eff-four-dee), aveva un'avanzata ala a forma di delta composito, ma non riusciva ad essere un velivolo nettamente supersonico, pur superando leggermente la velocità di Mach 1. Agile, armato con razzi, cannoni e missili Sidewinder di prima generazione, aveva un notevole potenziale di fuoco per la difesa della flotta, ma venne tolto dalle unità di prima linea giusto alla vigilia della guerra del Vietnam, a partire dal 1962.
Dopo l'introduzione delle nuove designazioni per velivoli, venne chiamato F-6A.

## Storia

### Sviluppo
Il progetto dello Skyray nacque dagli studi condotti dalle aziende aeronautiche statunitensi sulla base delle esperienze che i tedeschi maturarono nel corso della seconda guerra mondiale. In particolare, nello specifico della Douglas, due dei componenti del suo ufficio tecnico avrebbero avuto occasione di incontrare il professor Alexander Lippisch ("padre" del Messerschmitt Me 163) quando questi era sotto la custodia delle truppe alleate a Parigi (in seguito, lo stesso Lippisch venne trasferito negli Stati Uniti nel corso del 1946 nel corso dell'Operazione Paperclip).

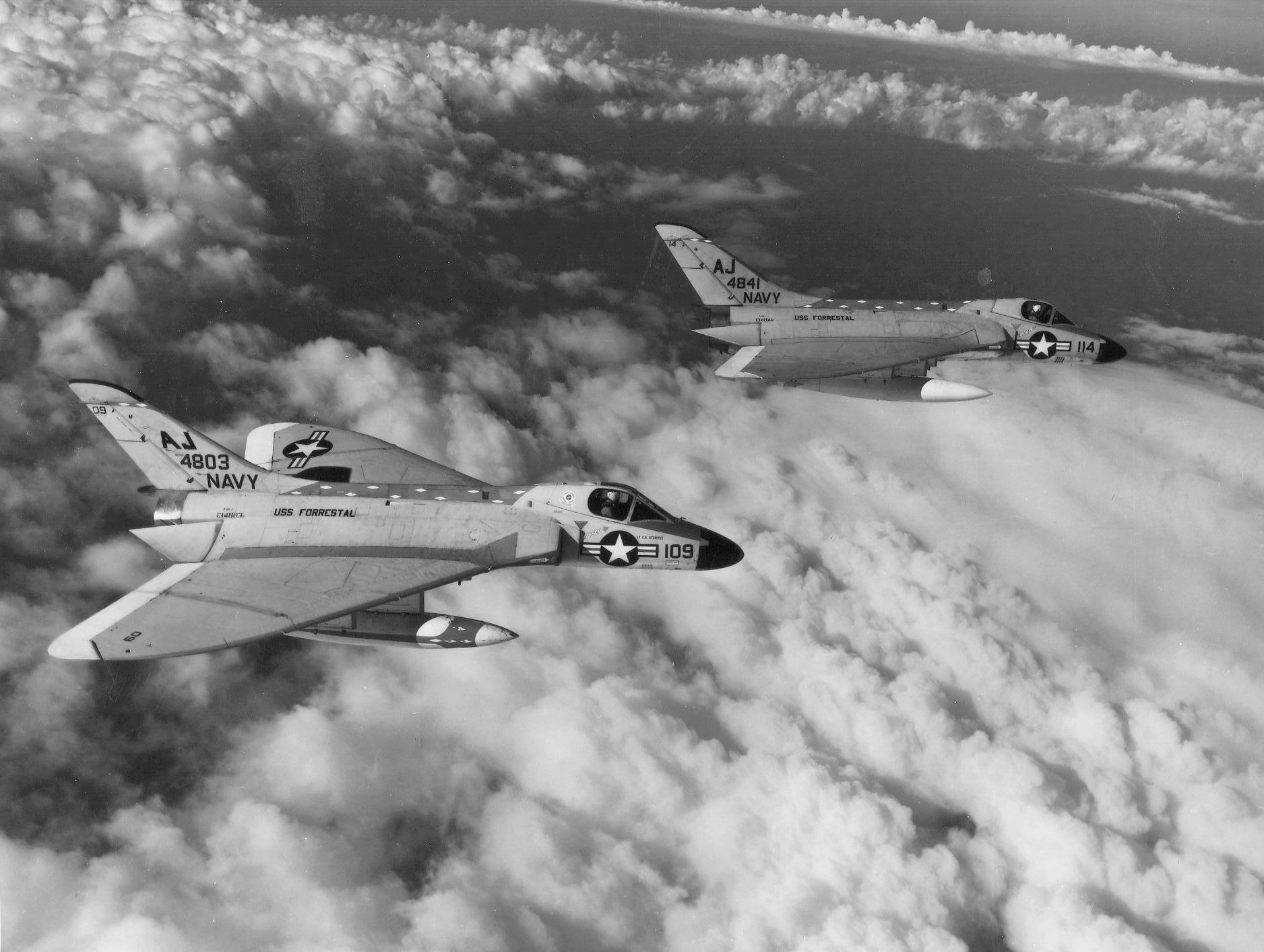
Formazione di due F4D-1, appartenenti allo Strike Fighter Squadron VF-102 dell'US Navy.

Il disegno del nuovo caccia venne curato da Edward Henry (Ed) Heinemann, ingegnere capo della Douglas dal 1936: il risultato venne approvato dalla US Navy, che il 16 dicembre del 1948 ordinò alla Douglas di realizzare due prototipi designati XF4D-1.
Il primo dei due prototipi venne portato in volo per la prima volta il 23 gennaio 1951; in questa occasione era spinto da un turbogetto Allison J35-A-17, poiché il motore previsto in origine (il Westinghouse J40) aveva accumulato ritardi nello sviluppo. Successivamente i voli di collaudo proseguirono sia con il J35 che con esemplari sperimentali del J40, ma quando il programma di quest'ultimo venne definitivamente abbandonato (era già il 1955), lo sviluppo dello Skyray proseguì con l'impiego del turbogetto Pratt & Whitney J57.
Fin dalle prime prove lo Skyray mise in luce prestazioni di tutto rispetto, rivelandosi uno dei primi velivoli imbarcati in grado di competere in assoluto con aerei di base a terra: il 3 ottobre 1953 uno dei prototipi fece registrare il record assoluto di velocità (con 1 212,22 km/h) ed il successivo 16 ottobre il record su percorso di 100 chilometri (con la velocità media di 1 171,52 km/h).
Attardato dai problemi di fornitura del motore, il primo F4D-1 di serie venne portato in volo solamente il 5 giugno 1954 ed il ciclo dei collaudi (che portò a risolvere numerosi problemi di natura strutturale) si concluse con le prime consegne ai reparti il 16 aprile 1956 (il primo reparto fu lo Squadron CV-3 dell'US Navy).
La produzione si concluse nel dicembre del 1958, con il 420º esemplare di serie. Degno di nota, a testimonianza del lungo processo di sviluppo iniziale, fu il fatto che vi fu una sola versione prodotta.

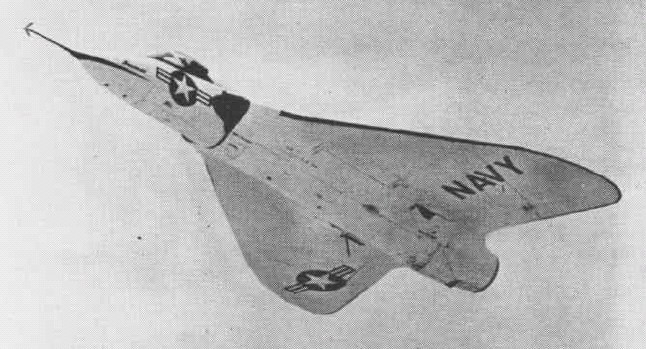
Una foto del prototipo XF4D-1

### Descrizione tecnica

#### Struttura
Lo Skyray era un monoplano ad ala media, dalla sofisticata configurazione a delta arrotondato, frutto di studi basati anche sulle esperienze maturate in Germania nel corso della seconda guerra mondiale. Le superfici di controllo posteriori erano costituite esclusivamente dai piani verticali, nella configurazione classica con deriva e timone, mentre i tradizionali piani orizzontali erano sostituiti da elevoni che, incorporati nelle ali, quando fatti muovere simmetricamente operavano in funzione di equilibratori, mentre azionati con movimento antisimmetrico fungevano da alettoni.
Il carrello d'atterraggio era di tipo triciclo anteriore. L'abitacolo era collocato in posizione molto avanzata e permetteva al pilota di godere di un ampio campo visivo.
La fusoliera alloggiava il motore, le cui prese d'aria erano ricavate in corrispondenza del bordo d'attacco alare.

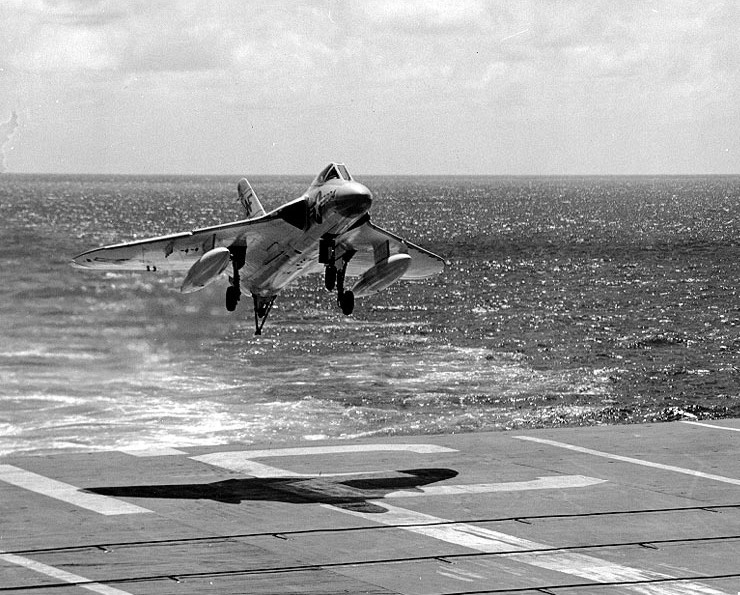
Uno Skyray del fighter squadron VF-141 Iron Angels in fase di appontaggio sulla USS Bon Homme Richard nell'agosto del 1957.

#### Motore
Come detto l'unità motrice condizionò in modo considerevole la vita dello Skyray. Il progetto nasceva per alloggiare il turbogetto Westinghouse J40 (analogamente ai contemporanei McDonnell F3H Demon e Grumman F10F Jaguar) ma questo motore non superò mai lo stadio di prototipo, soprattutto a causa di problemi al postbruciatore.
La soluzione alternativa venne trovata nel turbogetto Pratt & Whitney J57-P-2 capace di fornire una spinta pari a 43,15 kN, che equipaggiò tutti i velivoli di serie.

#### Armamento
L'armamento di base era costituito da 4 cannoni Colt Mk 12 da 20 mm; a questi si potevano aggiungere, disposti su 3 piloni subalari per ciascuna semiala, missili AIM-9 Sidewinder e razzi (in POD contenenti 7 o 19 razzi non guidati da 70 mm). Sempre ai piloni subalari potevano essere agganciate bombe da 2 000 lb (pari a 907 kg) oppure serbatoi supplementari di carburante.

#### Sistemi
Lo Skyray era dotato radar Westinghouse APQ-50A (alloggiato nel cono di prua della fusoliera) ed un radar di puntamento Aero 13F.

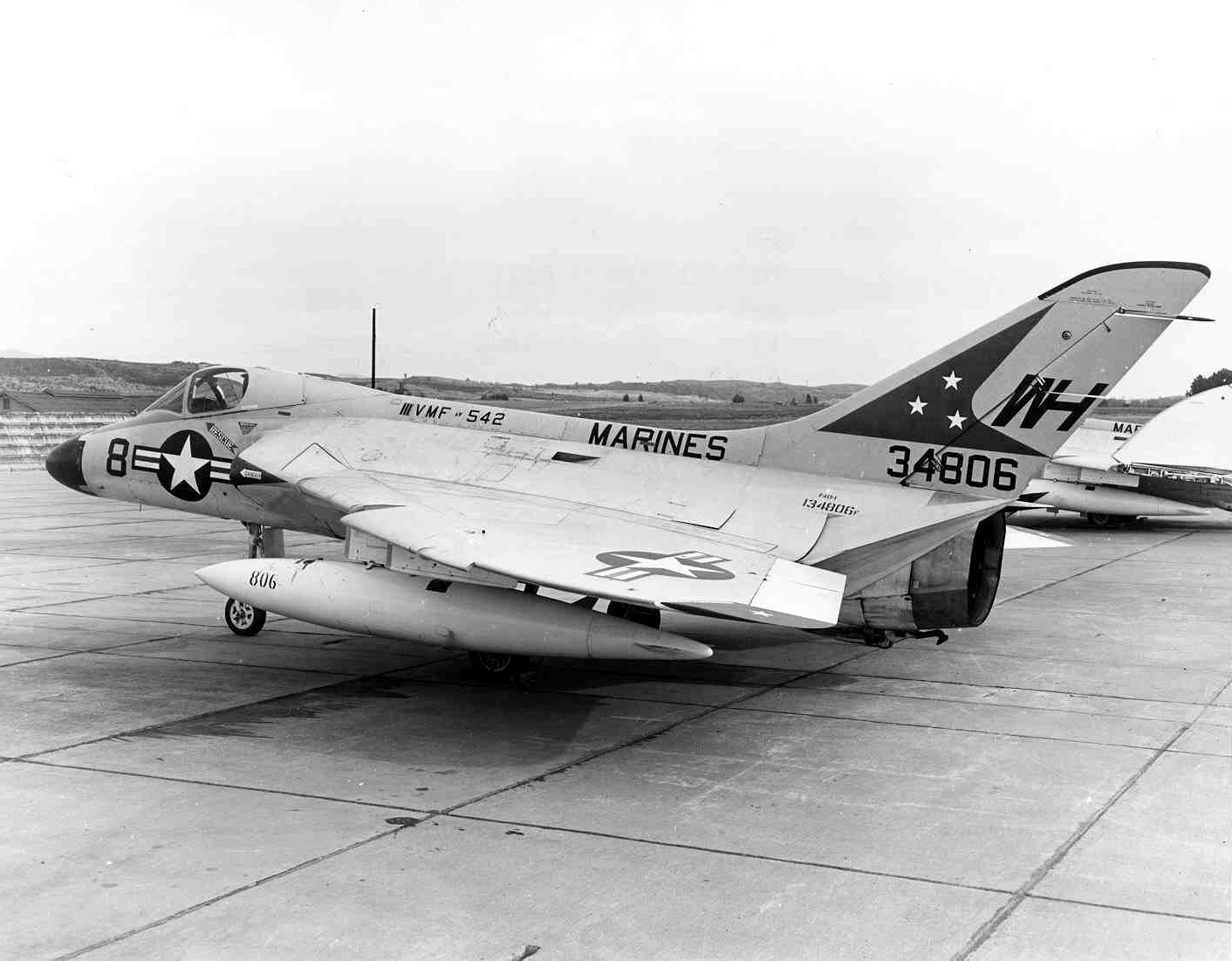
Uno Skyray del fighter squadron VMF(AW)-542 Tigers dei Marines

### Impiego operativo
Entrato in servizio nell'aprile del 1956, lo Skyray fu impiegato dall'US Navy e dall'US Marine Corps e, pur potendo alloggiare armamento di caduta, venne destinato in via esclusiva a compiti di intercettazione ad alta quota. Rimase in servizio fino al febbraio del 1964.
Quattro esemplari vennero utilizzati dalla NACA (ben presto divenuta NASA) per lo svolgimento di svariate prove.

## Versioni
- XF4D-1: Designazione dei due prototipi (divenuta YF-6A dopo la variazione delle designazioni effettuata nel settembre del 1962).
- F4D-1: caccia monoposto, costruito in 420 esemplari (F-6A, dal 1962).
- F4D-2: nuova versione da caccia, la cui realizzazione era prevista mediante l'installazione di motori Pratt & Whitney J57-F-14 su esemplari di F4D-1; l'ordine inizialmente avanzato per 100 unità venne cancellato.
- F4D-2N: versione con nuovi apparati radar, prua e ali modificate; le numerose modifiche determinarono l'adozione di una nuova designazione: venne quindi identificato come Douglas F5D Skylancer.

## Utilizzatori

### Militari
Stati Uniti
- United States Navy
- United States Marine Corps

### Governativi
Stati Uniti
- NACA
- NASA

### Pubblicazioni
- (EN) Carl Posey, Beautiful Climber, in Air & Space, giugno-luglio 2006.
- (EN) Nick Williams, Steve Ginter, Douglas F4D Skyray, in Naval Fighters, n. 13, dicembre 1986, ISBN 0-942612-13-2.